# Andreas Thomasberger
Andreas Thomasberger (* 18. Juli 1951 in Zeitz, † 29. Dezember 2022, Nidderau-Erbstadt) ist ein deutscher Literaturwissenschaftler.
Thomasberger lehrte als Privatdozent (apl. Prof.) für Neuere Deutsche Literatur an der Goethe-Universität in Frankfurt am Main. Er ist unter anderem als Herausgeber der Werke von Hugo von Hofmannsthal bekannt.

## Werke
- Von der Poesie der Sprache. Gedanken zum mytho-logischen Charakter der Dichtung Hölderlins. Frankfurt am Main; Bern: Lang, 1982. ISBN 3-8204-7049-2
- Verwandlungen in Hofmannsthals Lyrik. Zur sprachlichen Bedeutung von Genese und Gestalt. Tübingen: Niemeyer, 1994. ISBN 3-484-32070-2